# 上摩澤爾報
《上摩澤爾報》（德語：Obermosel-Zeitung，發音：[ˈoːbɐˌmoːzl̩ ˈtsaɪ̯tʊŋ]）是一份1881年至1948年間在盧森堡出版的德語報紙。1948年，该报与《联盟报》合并为《卢森堡报》。